# Tramlijn 10 (Gent)

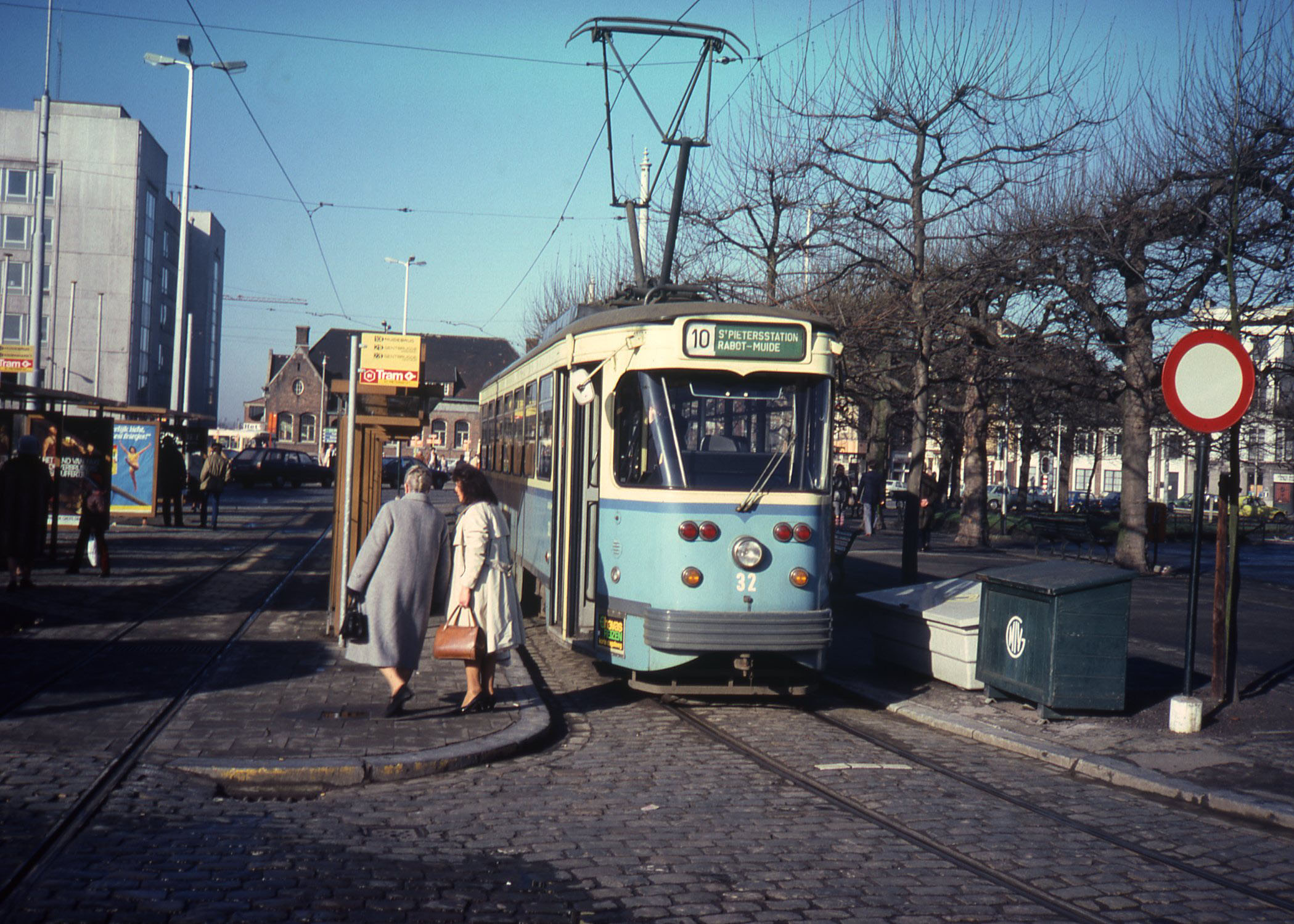

Tramlijn 10 was een tramlijn in de Belgische stad Gent.

## Geschiedenis
Het lijnnummer 10 werd in het verleden toegekend aan 3 verschillende tramlijnen.
Op 26 december 1912 werd de tramlijn naar Melle ingereden en kreeg het nummer 10, als verlenging van lijn 1. Het traject liep langs de linkerkant van de Brusselsesteenweg. Op 3 januari 1932 veranderde het nummer naar 20.
Het traject Sint-Pietersstation - Muide werd van 3 januari 1932 tot 15 november 1933 aangeduid met het nummer 10. Tussen 15 november 1933 en 2 oktober 1940 was het nummer niet in gebruik. Het traject werd overgenomen door lijn 9. Op 2 oktober 1940 lijn 10 werd het traject tussen de Muide en het Sint-Pietersstation opnieuw aangeduid met het nummer 10.
Op 24 mei 1946 werd het kopspoor in de Voormuide vervangen door een keerspoor langs de Sassekaai.
Tussen 29 april en 27 augustus 1980 werd de houten Rozemarijnbrug, die sinds het begin van de Tweede Wereldoorlog in gebruik was, vervangen door de huidige. Het tramverkeer werd daardoor tijdelijk gewijzigd:  vanaf de Bernard Spaelaan naar het station werd een pendeltram ingericht met vermelding van het traject op een zwart bord. Tram 10 keerde terug op de Coupure rechts en tram 21/22 in de Papegaaistraat.
Op 29 september 1986 versmoltende lijnen 4 en 10 tot de lijnen 40, 41, 42 en 43 (Moscou - Gent-Zuid - Korenmarkt - Muide - Rabot - Sint-Pietersstation).
Ten slotte werd het nummer 10 ook gebruikt ter aanduiding van het deeltraject "Sint-Pietersstation - Wondelgem-Industrieweg" bij de uitbreiding van lijn 1 naar Evergem op 24 maart 1989. In 2004 werd die nummering vereenvoudigd tot 1 met aanduiding van de eindbestemming.